# Sinfonia n. 1 (Glazunov)
La Sinfonia n. 1 in mi maggiore, Op. 5, detta Slava, di Aleksandr Konstantinovič Glazunov fu composta nel 1881, quando il compositore aveva solo 16 anni.

## Storia della composizione
Nell'estate del 1881 il sedicenne Glazunov, mentre era in vacanza sul mar Baltico, iniziò a comporre la sua prima sinfonia, che completò a gennaio del 1882 e che dedicò a Nikolaj Rimskij-Korsakov, suo insegnante al conservatorio di San Pietroburgo, che così ne ricorda la prima esecuzione nelle sue memorie:
Proprio alle prove di quel concerto, il giovane compositore fece conoscenza con un sincero ammiratore della sua musica, il mecenate Mitrofan Beljaev, che successivamente avrebbe pubblicato la prima sinfonia di Glazunov, dopo che il compositore l'ebbe revisionata per la prima volta nel 1885. Glazunov ritornò nuovamente a rielaborare l'opera molto tempo dopo, nel 1929, per una sua nuova edizione che uscì nello stesso anno.